# Sciaphila
Sciaphila, rod mikoheterotrofnih biljaka iz porodice Triuridaceae. Rod je rasprostranjen po tropskim i suptropskim područjima u Africi, Kini, Japanu, indijskom potkontinentu, jugoistočnoj Aziji, Latinskoj Americi (od južnog Meksika do Brazila) i na različitim pacifičkim otocima. 
Priznato je tridesetak vrsta, a posljednja otkrivena vrsta ovog roda je S. sugimotoi, otkrivena je na japansakom suptropskom otoku Ishigaki u prefekturi Okinawa.

## Vrste
1. Sciaphila africana
2. Sciaphila alba
3. Sciaphila albescens
4. Sciaphila aneitensis
5. Sciaphila arcuata
6. Sciaphila arfakiana
7. Sciaphila betung-kerihunensis
8. Sciaphila brevistyla
9. Sciaphila consimilis
10. Sciaphila corallophyton
11. Sciaphila corniculata
12. Sciaphila corymbosa
13. Sciaphila densiflora
14. Sciaphila inouei
15. Sciaphila janthina
16. Sciaphila jianfenglingensis
17. Sciaphila khasiana
18. Sciaphila ledermannii
19. Sciaphila micranthera
20. Sciaphila multiflora
21. Sciaphila nana
22. Sciaphila oligantha
23. Sciaphila papillosa
24. Sciaphila picta
25. Sciaphila polygyna
26. Sciaphila purpurea
27. Sciaphila quadribullifera
28. Sciaphila ramosa
29. Sciaphila rubra
30. Sciaphila schwackeana
31. Sciaphila secundiflora
32. Sciaphila stellata
33. Sciaphila sugimotoi
34. Sciaphila tenella
35. Sciaphila thaidanica
36. Sciaphila wariana
37. Sciaphila winkleri
38. Sciaphila yakushimensis